# Wyżnie Baranie Wrótka
Wyżnie Baranie Wrótka (słow. Vyšné baranie vrátka) – przełęcz w słowackiej części Tatr Wysokich, położona w ich grani głównej. Znajduje się w długiej północno-zachodniej grani Baranich Rogów i oddziela od siebie Baraniego Kopiniaczka na południowym zachodzie i Niżni Barani Zwornik na północnym wschodzie.
Przełęcz jest wyłączona z ruchu turystycznego. Północne stoki opadają z niej do Śnieżnego Bańdziocha – górnego piętra Doliny Czarnej Jaworowej, południowe natomiast zbiegają do Baranich Pól w Dolinie Pięciu Stawów Spiskich. Możliwe drogi dla taterników prowadzą na Wyżnie Baranie Wrótka od północnego wschodu z Wyżniej Baraniej Szczerbiny w sąsiedniej Baraniej Grani oraz od południa przez Baranie Pola i dalej stromą rynną.
Pierwsze wejścia (przy przejściu granią):
- letnie – Zygmunt Klemensiewicz i Roman Kordys, 27 sierpnia 1907 r.,
- zimowe – Miloš Matras i Jaroslav Mlezák, 11 grudnia 1953 r.[2]